# الکس راسموسن
الکس راسموسن (اسپانیایی: Alex Rasmussen‎؛ زادهٔ ۹ ژوئن ۱۹۸۴) دوچرخه‌سوار اهل دانمارک است.
از باشگاه‌هایی که در آن رکاب زده‌است می‌توان به تیم تینکوف، اچ‌تی‌سی-هایرود، و کنندیل–دراپاک اشاره کرد.
وی در مسابقات کشوری و بین‌المللی در مجموع برندهٔ ۴ مدال طلا، ۳ مدال نقره، ۲ مدال برنز شده‌است.